# Sadako Ogata

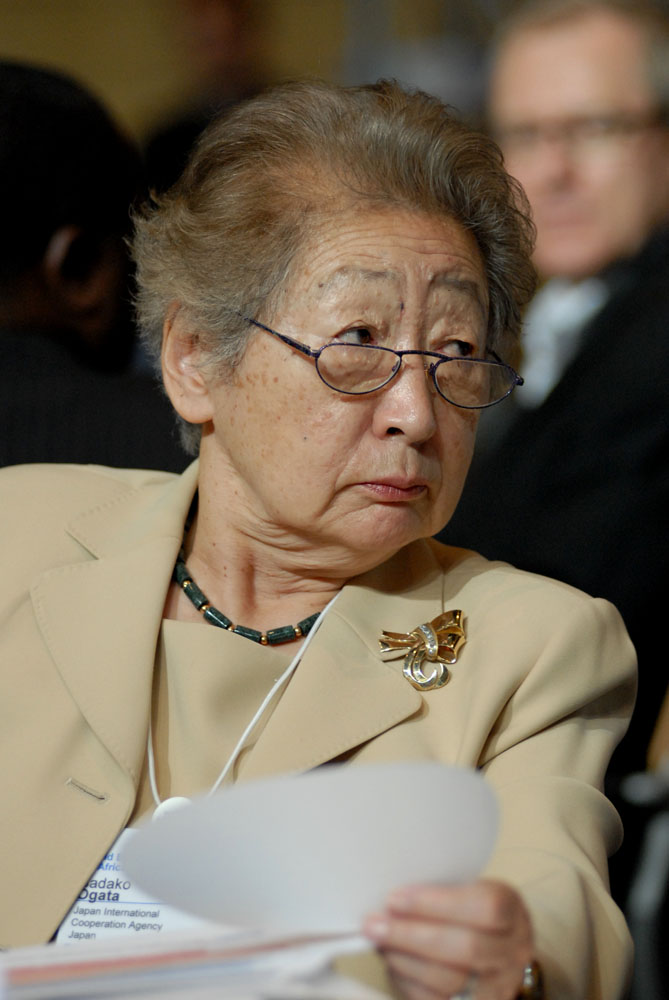
Sadako Ogata, 2008

Sadako Ogata (japanisch 緒方 貞子 Ogata Sadako; * 16. September 1927 in Tokio; † 22. Oktober 2019 ebenda) war eine japanische Hochschullehrerin und UN-Diplomatin und UN-Hochkommissarin für Flüchtlinge.

## Leben
Aus einer Diplomatenfamilie stammend studierte sie politische Wissenschaften. Im Jahr 1953 erhielt sie einen Magister der Georgetown University in Washington, D.C. und promovierte 1963 an der University of California Berkeley, bevor sie nach Japan zurückkehrte. Von 1965 bis 1974 lehrte sie an der Internationalen Christlichen Universität und an der Heiligherz-Universität Tokio Internationale Beziehungen. Von 1974 bis 1976 war sie Assistenzprofessor an der Internationalen Christlichen Universität. In den 1970er Jahren vertrat sie Japan mehrmals in der Vollversammlung der Vereinten Nationen in New York. Ab 1978 hielt sie sich als Sonderbotschafterin und Gesandte an der Ständigen Vertretung Japans bei den Vereinten Nationen in den USA auf. 1980 kehrte sie nach Tokio zurück und wurde erst Professorin, später Direktorin des Instituts für internationale Beziehungen an der Sophia-Universität in Tokio. 1989 wurde sie Dekanin.
Ogata war Mitglied im Club of Rome.

### Tätigkeit für die UNO
Von 1982 bis 1985 war sie die japanische Vertreterin in der UN-Menschenrechtskommission. 1990 war sie kurzzeitig als unabhängige Expertin der UN-Menschenrechtskommission in Myanmar tätig.
Von 1991 bis 2000 war Sadako Ogata UN-Hochkommissarin für Flüchtlinge. Sie wurde 1990 erstmals von der UN-Generalversammlung für ein Mandat von drei Jahren gewählt und nahm das Amt am 1. Januar 1991 auf. 1993 wurde sie für fünf weitere Jahre gewählt und 1998 erneut für zwei Jahre. Ihre Nachfolge in diesem Amt trat 2001 der Niederländer Ruud Lubbers an.
Anfang 2002 lehnte Ogata das Angebot von Premierminister Jun’ichirō Koizumi ab, Nachfolgerin der entlassenen Außenministerin Makiko Tanaka zu werden.

### Familie
Ogatas Schwiegervater war der ehemalige stellvertretende Premierminister Taketora Ogata, ihr Großvater mütterlicherseits der ehemalige Außenminister Kenkichi Yoshizawa.

## Auszeichnungen
- 1994: Four Freedoms Award, in der Kategorie Freiheit von Not[3]
- 1995: Liberty Medal
- 1995: Félix-Houphouët-Boigny-Friedenspreis mit Office of the United Nations High Commissioner for Refugees
- 1995: Mitglied der American Philosophical Society[4]
- 1997: Ramon-Magsaysay-Preis
- 1999: Asahi Sonderpreis
- 2001: Großes Bundesverdienstkreuz
- 2001: Orden der Freundschaft
- 2001: Komtur der Ehrenlegion
- 2001: Kommandeur 1. Klasse des Nordstern-Ordens
- 2001: Kommandeur mit Stern des norwegischen Verdienstordens
- 2001: Großkreuz des Verdienstordens der Italienischen Republik
- 2001: Ernennung zum Bunka Kōrōsha, zur Person mit besonderen kulturellen Verdiensten
- 2003: Kulturorden
- 2005: Großoffizier des Ordens des Infanten Dom Henrique
- 2008: Großoffizier des Ordens von Oranien-Nassau
- 2010: Order of the Companions of O. R. Tambo in Silber (Südafrika)
- 2011: Order of St. Michael and St. George
- 2011: (6. Dezember) Hessischer Friedenspreis[5]

## Veröffentlichungen
- Refugees, A Multilateral Response to Humanitarian Crises in "The Movement of People". RSA Journal, Volume V, 1992
- Towards a European Immigration. The Philip Morris Institute for Public Policy Research, Brüssel 1993
- The Turbulent Decade: Confronting The Refugee Crises Of The 1990s. 2005, ISBN 0-393-05773-9
- At the Global Crossroads: The Sylvia Ostry Foundation Lectures. (gemeinsam mit Jacques Delors), 2004, ISBN 0-7735-2732-X
- Defiance in Manchuria: The Making of Japanese Foreign Policy, 1931-1932. 1984, ISBN 0-313-24428-6